# Manuel Antonio Sanclemente
Manuel Antonio Sanclemente (Buga, 19 de septiembre de 1813-Villeta, 19 de marzo de 1902) fue un abogado, militar, educador y político colombiano. Fue presidente de Colombia entre el 7 de agosto de 1898 y el 31 de julio de 1900. Fue miembro del Partido Conservador Colombiano y del Partido Nacional.
Como militar y político le correspondió afrontar la guerra civil de 1860, que se inició en los estados del Cauca, Santander y Bolívar y se extendió por todo el país, destacando las acciones del Oratorio, Manizales, Segovia, La Barrigona, Subachoque, El Rosal, Usaquén y Bogotá.
Fue presidente de Colombia entre el 7 de agosto de 1898 y el 31 de julio de 1900.Durante su gobierno estalló la guerra de los Mil Días, que determinó su derrocamiento, el debilitamiento de Colombia y la pérdida de Panamá en 1903. Ha sido el presidente de Colombia con mayor edad en ejercer el cargo, con 84 años al momento de asumir funciones.
Fue depuesto de la presidencia cuando un golpe de Estado orquestado por su vicepresidente lo sacó del poder de manera pacífica.

## Biografía
San clemente nació en Buga, el 19 de septiembre de 1813, en plena guerra de independencia suramericana, en el hogar de una familia acomodada de la región.
Realizó sus estudios en la Universidad del Cauca en Popayán, donde obtuvo título de doctor en Jurisprudencia en 1837 y al mismo tiempo de abogado, que aunque hoy en día son la misma carrera, en aquella época eran dos saberes similares pero que se aprendían por separado.
Sanclemente fue elegido en varias ocasiones como representante a la Cámara y senador por el Cauca a nombre del Partido Conservador. Durante el Gobierno de José Hilario López, fue acusado de participar y dirigir la rebelión conservadora que generó la guerra civil de 1851 en las provincias del Cauca y de Buenaventura. 

### Ministerio de Guerra y Marina (1858-1861)

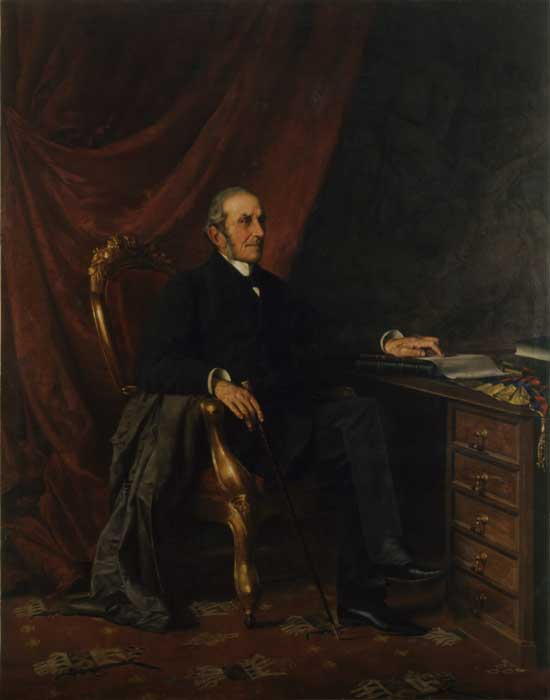
Sanclemente en su oficina, por Epifanio Garay, Museo Nacional de Colombia, Bogotá.

Su carrera daría un giro hacia la rama ejecutiva cuando fue nombrado Secretario de Gobierno y de Guerra en el mandato del presidente conservador Mariano Ospina Rodríguez en 1858, cuando también fungía como magistrado de la Corte Suprema de Justicia.
Sanclemente participó en la campaña de Santander, en el marco de la guerra civil de 1860, como cabeza del ministerio de guerra, y asistió a la batalla del Oratorio. Sin embargo, el 18 de julio de 1861 los insurrectos, liderados por el liberal Tomás Cipriano de Mosquera, se tomaron Bogotá, la capital de la Confederación Granadina; allí tomaron prisionero al presidente Ospina y desintegraron el gabinete presidencial.  
Tras estos sucesos vivió en Panamá durante 16 años donde ejerció como abogado, pero hacia mediados de la década de 1870 regresó a Buga, donde ejerció como docente de derecho.

### Guerra civil de 1876
Sanclemente participó en la guerra civil de 1876, en la que hubo una sublevación en contra del gobierno del liberal Aquileo Parra. A pesar de su experiencia fue apresado por el gobierno y estuvo privado de la libertad, hasta que Parra cayó enfermo y el senador Sergio Camargo fue designado para reemplazarlo por 3 meses. Camargo le concedió la libertad a Sanclemente.
Terminado el conflicto, en 1886 fue nombrado de nuevo magistrado de la Corte Suprema de Justicia. También ejerció como gobernador del Cauca y regresó al Congreso como senador.
En 1897 el presidente conservador Miguel Antonio Caro lo nombró por segunda vez ministro de guerra, ocupando el cargo tan solo un año. Caro buscaba con el nombramiento del anciano Sanclemente, solucionar sus problemas de orden público, tras la guerra civil de 1895 y los sucesivos alzamientos de los liberales.

### Candidatura presidencial
Impulsado por el presidente Caro -con la intención de este último de seguir ejerciendo el control en el gobierno-, Sanclemente se asoció con otro anciano, el afamado literato José Manuel Marroquín, descendiente de Antonio Nariño, para presentar su candidatura presidencial.
Sanclemente venció a todos los aspirantes a la candidatura conservadora gracias al apoyo del presidente Caro, derrotando con una ventaja amplia a sus copartidarios Marceliano Vélez, Antonio Roldán y Rafael Reyes, quien finalmente se lanzó como candidato conservador disidente.
La dupla de octogenarios derrotó abrumadora -pero sospechosamente- al candidato liberal Miguel Samper y su fórmula vicepresidencial Foción Soto, ya que con 1.606 votos obtuvo el 79% de la votación.
Por su avanzada edad, Sanclemente era visto como un títere de Caro y su candidatura se tomó como una burla aún para la época. Cuando fue proclamado ganador de la contienda electoral, se adjudicó la victoria a los conservadores históricos, por lo que uno de sus contradictores llegó a decirː

"¡No, el no es histórico, sino prehistórico!"

Sanclemente fue elegido presidente, cuando aún estaba en el ministerio de guerra, por lo que tuvo que renunciar a su cargo para poderse posesionar.

### Presidente de Colombia (1898-1900)
Manuel Antonio Sanclemente se destacó en la historia nacional como el mandatario conservador a quien le correspondió afrontar los años difíciles de la guerra de los Mil Días, la última del siglo XIX.

#### Posesión
A pesar de su victoria, no "gobernó" inmediatamente porque no pudo trasladarse de su residencia en Buga a Bogotá para tomar posesión del cargo el 7 de agosto de 1898, debido a los fuertes quebrantos de salud que padecía. En su reemplazo se posesionó el vicepresidente José Manuel Marroquín, quien ejerció el poder hasta la llegada del anciano Sanclemente.
El 3 de noviembre Sanclemente logra llegar a Bogotá y toma posesión, pero de inmediato traslada el gobierno a la población de Villeta, que encontraba más cómoda para sus condiciones de salud debido a su baja altitud. Sanclemente tomó posesión ante la Corte Suprema de Justicia, para un período de 6 años en virtud de la constitución de 1886. Su discurso inaugural fue asíː

Poniendo a Dios por testigo de que cumpliré fielmente la Constitución y las leyes de Colombia, me he encargado del poder ejecutivo, y como cristiano que soy y hombre de honor, he empeñado mi palabra de ser fiel guardián y ejecutor de las instituciones. 

Obrar de conformidad con éstas y hacerlas observar, es lo que constituye mi programa, pues si bien a menudo se exige del poder ejecutivo, en ocasiones como ésta, declaraciones pomposas y de difícil realización, que satisfagan todas las exigencias, por diversas y exageradas que sean, conceptúo que en países organizados bajo el sistema republicano, la misión primordial de aquella rama de los poderes públicos encargada de ejecutar las leyes, es la de cumplirlas estrictamente y cuidar de que bajo su amparo los asociados gocen de todos los derechos que ellas les reconocen [... ] 
Para que la República siga su marcha regular, se requiere ante todo la unión de los colombianos; yo la invoco, porque sin ella no puede haber paz estable, ni bienestar posible [...] 
Siendo la religión católica, apostólica y romana de la Nación y debiendo los poderes públicos protegerla y hacer que sea respetada como esencial elemento del orden social, será para mí un deber sagrado cumplir tal precepto constitucional, como lo será también el mantenimiento de las buenas relaciones que felizmente existen entre la Iglesia y el Estado. 

Cuidaré así mismo de hacer guardar el respeto debido a los ministros de aquélla, porque no concibo cómo sin éstos pueda haber religión y culto, y porque el clero colombiano, por su ciencia, virtudes y sus piadosas enseñanzas, merece ser considerado y protegido en el ejercicio de sus funciones».

La regencia temporal de Marroquín desató un conflicto con Sanclemente, pues este no estaba conforme con las medidas que su vicepresidente tomó durante su ausencia, y de inmediato asumido el poder le repelió, lo cual causó un inmenso malestar en Marroquín, que desde ese día estaba buscando la forma de recuperar el poder.

#### Economía y sociedad
Sanclemente decretó mediante la ley 51 de 1898 la libertad de prensa en épocas de paz, pero con los datos claros del dueño del periódico que pretendiera acogerse a la medida. Impulsó una política de tierras basada en la entrega de baldíos a pequeños campesinos colombianos. También inauguró el Puente Navarro de Honda, en Tolima, el 16 de enero de 1899.
Por motivo de la guerra civil, Sanclemente autorizó incrementar las emisiones y no seguir convirtiendo el papel moneda en moneda metálica. Con este objetivo el presidente facultó a la Junta de Emisión para dar apertura a la Litografía Oficial, la imprenta nacional de Colombia, para poder emitir los suficientes billetes que se requerían para atender los asuntos urgentes de la guerra.

#### Controversias

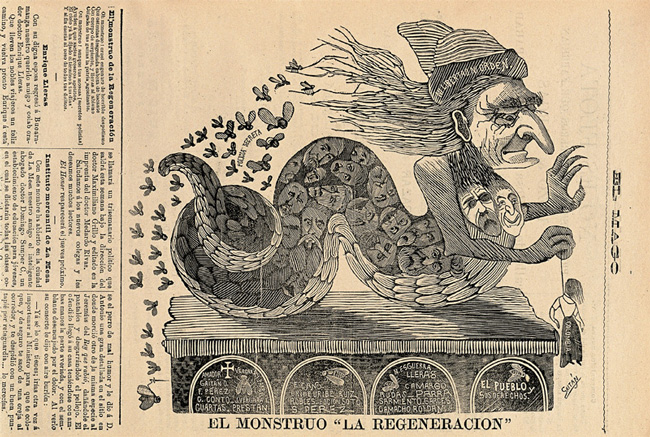
Retrato del Monstruo de La Regeneración donde la cabeza corresponde a Sanclemente

Su gobierno no destacó por la falta de organización que implicaba que el presidente gobernara en dos sedes simultáneas, Villeta y Bogotá, además de que la corrupción que se presentó por la falta de respeto que le profesaban sus ministros y el no poder asumir el poder completamente llevó a que su gobierno no fuera relevante en la historia del país.
Por esos días se desataron rumores de que Sanclemente recibía instrucciones para gobernar de sus colaboradores, y que incluso el que manejaba el gobierno era el propio Miguel Antonio Caro. También se decía sin fundamento que sus ministros tenían un sello de caucho con su firma adulterada, con la cual hacía pasar por verdaderos documentos falsificados.

#### Seguridad y orden público

##### Guerra de los Mil Días

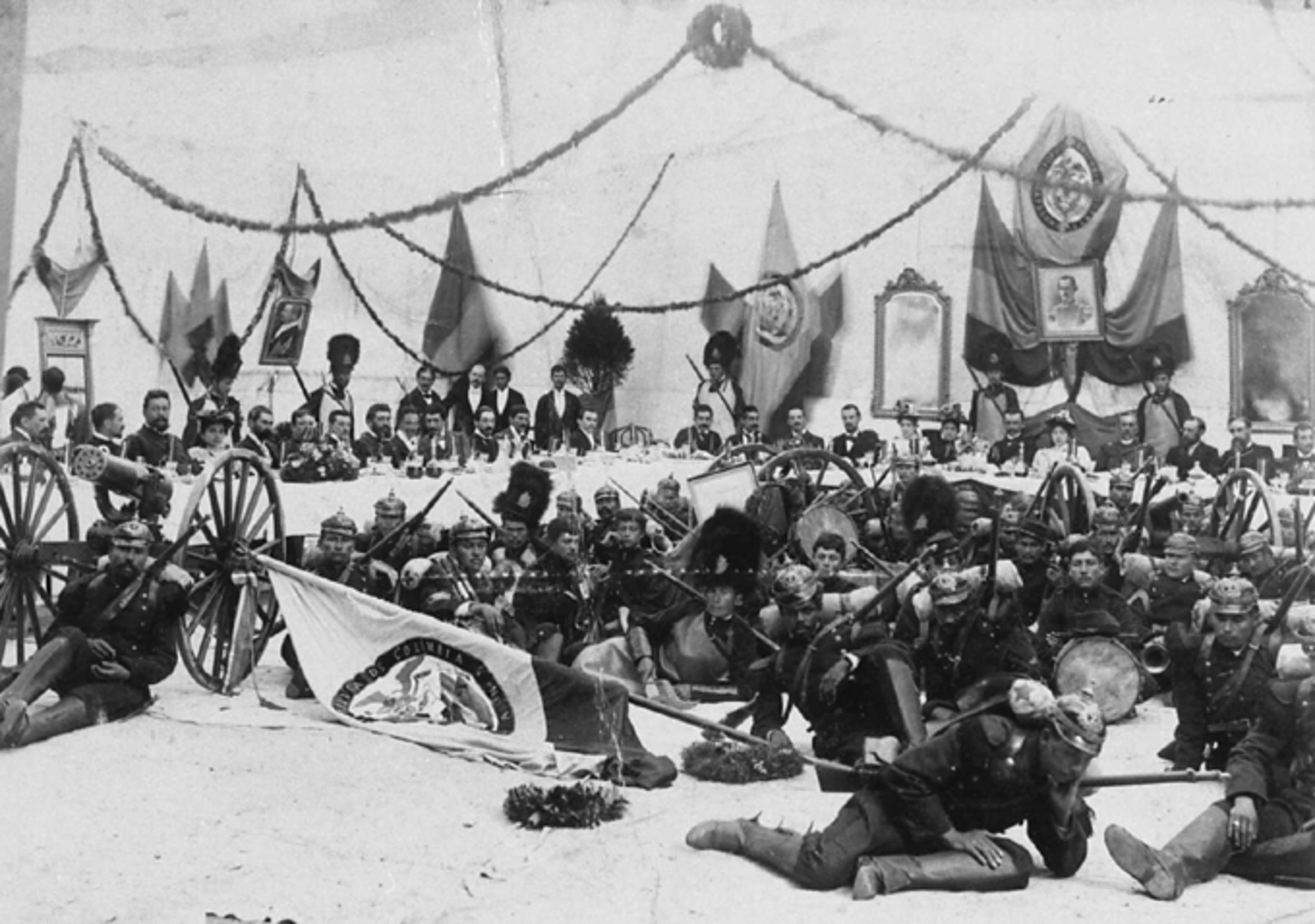
Ejército del gobierno,1899

Durante su gobierno estalló una guerra civil que enfrentó a los liberales con los conservadores, que inició el 18 de octubre de 1899 y que se prolongó hasta el 21 de noviembre de 1902. 
La elección de Sanclemente , que se vio como una perpetuación indirecta de Caro en el poder, influyó al inicio de las hostilidades, ya que Caro era el sucesor ideológico de Rafael Núñez, que con sus reformas regresivas implantó medidas conservadoras que disgustaron enormemente los proyectos progresistas de los liberales, en el período conocido como La Regeneración.
También influyó la sanción de la Constitución de 1886, de Núñez y Caro, considerada demasiado conservadora y obsoleta, aún para la época.
Entre las batallas más importantes durante su corto gobierno figura la batalla de Bucaramanga de noviembre, en la que los conservadores derrotaron a los liberales en su propio territorio, con saldo de 1000 muertos; y la Batalla de Peralonso, de diciembre, considerada a la fecha como la más sangrienta de la guerra civil y de la historia de Colombia.
En 1900, a menos de dos meses de la deposición de Sanclemente, se dio la Batalla de Palonegro, de mayo, con un saldo de 4.000 muertos, y que determinó el paso de los liberales a la guerra de guerrillas. En la batalla falleció la combatiente Blancina Ramírez, importante mujer del bando conservador, y parte del grupo de mujeres que se conoció como las Juanas.

#### Derrocamiento
Desde el principio de su mandato Sanclemente debió afrontar la férrea oposición liberal y del llamado sector histórico del Partido Conservador, que se había vuelto partidario de una presidencia para Marroquín, el cual estaba dirigiendo las acciones golpistas desde las sombras. En el complot también participaron José Vicente Concha y Miguel Abadía Méndez y un total de 31 golpistas, que se aprovecharon de la debilidad de Sanclemente y la guerra civil.
En 1899 estalló la Guerra de los Mil Días en la que el Partido Liberal se enfrentó al gobierno, y ante la delicada situación, el vicepresidente Marroquín fue animado por su propio partido a derrocar al presidente Sanclemente, lo cual se concretó en el golpe de Estado del 31 de julio de 1900. La tetra se dio durante todo el día, siendo convenientemente vista desde lejos por el ministro de guerra y las fuerzas armadas, que se negaron a respaldar a Sanclemente, y al caer la noche los cañones del Palacio de San Carlos sonaron al unísono, haciendo pública la salida de Sanclemente del gobierno. Marroquín asumió el poder ese mismo día, y se mantuvo en él durante dos años más.

### Postgobierno y últimos años
Fuera del gobierno, Sanclemente trató en vano de volver al poder contando con el apoyo de los también conservadores Marco Fidel Suárez, Carlos Eugenio Restrepo y del propio Miguel Antonio Caro, usando como pretexto la crisis con la que se tuvo que enfrentar Marroquín a su llegada al poder, la guerra civil y la legítima elección por voto popular de Sanclemente.

### Muerte
Para su infortunio sus fuerzas flaquearon y con ello su salud, hasta que falleció el 19 de marzo de 1902 en la población de Villeta, Cundinamarca, cuando tenía 88 años. Inicialmente fue sepultado en el cementerio local, pero luego el gobierno ordenó su traslado al Cementerio Central de Bogotá.

## Familia
Manuel Antonio Sanclemente Sanclemente era hijo de José María Sanclemente Aldana y de María Rita Estefanía Sanclemente Garrido, siendo sus hermanos María de Jesús, Trinidad, Ramón y Joaquín Sanclemente Sanclemente.
Su hermano Ramón era el padre del militar y hacendado Manuel María Sanclemente Cabal, quien ocupó el ministerio de defensa para el presidente Rafael Reyes. Otro de sus hermanos, Joaquín, era el tatarabuelo del político conservador Fernando Sanclemente Molina, quien a su vez es el padre del político Fernando Sanclemente Alzate. Fernando padre, estaba casado con una de las hijas del excongresista Gilberto Alzate Avendaño, hermano a su vez del exministro Marcos Alzate.
Otra de sus descendientes es la presentadora de televisión y periodista Vanessa de la Torre Sanclemente, y la modelo Angie Sanclemente Valencia.

### Matrimonio y descendencia
Sanclemente contrajo matrimonio con Nazaria Domínguez Hoyos, con quien tuvo a sus hijos Rita, Carmen, Tulio, Felisa, Virginia, Enrique, y Sergio Sanclemente Domínguez.
Su hijo Tulio fue bisabuelo del político y empresario Jaime Alberto Cabal Sanclemente, presidente de Fenalco y exministro de gobierno; mientras que Sergio fue secretario general de la presidencia. Cabal era también sobrino trastataranieto del héroe de la independencia José María Cabal, y por lo tanto está emparentado con la congresista María Fernanda Cabal.
De su hijo Sergio es nieto (por tanto bisnieto suyo) Carlos Arturo Sanclemente Orbegozo, quien se casó con Julia Barco Vargas, una de las hermanas del expresidente de Colombia Virgilio Barco.

## Legado
Uno de sus documentos, una carta escrita durante su encierro en Villeta, cuando estaba reciente su salida del gobierno, se encuentra hoy en poder del abogado Ramiro Bejarano, quien también es natural de Buga, al igual que el expresidente Sanclemente.
En su honor se fundaron una variedad de escuelas públicas colombianas, siendo la primera y más importante la sede ubicada en su Buga natal.